# Кели (Драмско)
Кели (на гръцки: Κελλή) е бивше село в Република Гърция, разположено на територията на дем Бук (Паранести) в област Източна Македония и Тракия.

## География
Селото е било разположено източно от Балкалар.

## История
До 1923 година селото е турско. През 1923 година жителите на Кели са изселени в Турция. На тяхно място са настанени няколко семейства бежанци. По-късно селото не се споменава, броено към Балкалар.
| Година    | 1913 | 1920 | 1928 | 1940 | 1951 | 1961 | 1971 | 1981 | 1991 | 2001 | 2011 | 2021 |
| --------- | ---- | ---- | ---- | ---- | ---- | ---- | ---- | ---- | ---- | ---- | ---- | ---- |
| Население | 115  | 109  |      |      |      |      |      |      |      |      |      |      |